# 首藤基澄
首藤 基澄（しゅとう もとすみ、1937年1月17日- ）は、日本の文学研究者、文芸評論家、熊本大学名誉教授。平成音楽大学教授。日本近代文学が専攻。
大分県大野町生まれ。熊本大学法文学部卒、東京都立大学 (1949-2011)大学院博士課程中退。1977年「近代詩人の研究」で、東京都立大学から文学博士を取得。別府大学講師、熊本大学教養部助教授を経て、1975年に教授。2002年、定年退官、名誉教授。
俳句では『未来図』（鍵和田秞子）に所属。

## 著書
- 『高村光太郎』神無書房　1966
- 『金子光晴研究』審美社　1970
- 『福永武彦の世界』審美社　1974
- 『藤村の詩』審美社　1983
- 『己身 句集』角川書店　未来図叢書　1993
- 『火芯 句集』東京四季出版　平成俳句叢書 1996
- 『福永武彦・魂の音楽』おうふう　1996
- 『近代文学と熊本 水脈の広がり』和泉書院　2003
- 『阿蘇百韻 句集』本阿弥書店　2008
- 『「仕方がない」日本人』和泉書院　2008

## 共編著
- 『ふるさと文学館 第50巻　熊本』責任編集　ぎょうせい　1993
- 『作家の自伝 13　金子光晴』編　日本図書センター　シリーズ・人間図書館　1994
- 『汀女秀句選』今村潤子、岩岡中正共著　熊本日日新聞社 2000　熊日新書